# Климова, Оксана Анатольевна
Оксана Анатольевна Климова (род. 24 мая 1992 года в Москве, Россия) — российская фигуристка, выступавшая в спортивных танцах на льду за сборную Финляндии. В паре с Сашей Паломяки она двукратная чемпионка Финляндии.
Оксана Климова окончила с отличием факультет психологии МГУ имени М.В.Ломоносова. Осенью 2014 года Оксана поступила в аспирантуру факультета психологии. Научный руководитель  В.В. Барабанщикова.

## Спортивная биография
С 1996 года занимается фигурным катанием.С 2002 года катается в танцах на льду. С лета 2007 года выступает в паре с финским фигуристом Сашей Паломяки (фин. Sasha Palomäki, род. 1991).
Оксана Климова в паре с Паломяки стала победителем юношеского чемпионата Финляндии по фигурному катанию 2008 года и дважды взрослого (2009 и 2010 годов). В январе 2009 года пара Климова-Паломяки дебютировала на чемпионате Европы по фигурному катанию, где стала 22-й.
Климова и Паломяки выступали за хельсинкский спортивный клуб Helsingfors Skridskoklubb. Тренировались в Москве в школе Елены Анатольевны Чайковской. После сезона 2009/2010 дуэт Климова/Паломяки распался.

## Спортивные результаты
(c Паломяки)
| Сезоны                              | 2007—2008 | 2008—2009 | 2009—2010 |
| ----------------------------------- | --------- | --------- | --------- |
| Чемпионаты Европы                   |           | 22        | 24        |
| Чемпионаты мира среди юниоров       | 23        | 24        | 18        |
| Чемпионаты Финляндии                | 1J        | 1         | 1         |
| Золотой конёк Загреба               |           | 7         |           |
| Finlandia Trophy                    |           | 7         |           |
| Этапы юниорского Гран-при, Хорватия |           |           | 6         |
| Этапы юниорского Гран-при, Германия |           |           | 8         |
| Этапы юниорского Гран-при, Мексика  |           | 7         |           |
| Этапы юниорского Гран-при, Франция  |           | 11        |           |
| Мемориал Павла Романа               | 4         |           | 7         |

J = юниорский уровень

## Образование и научная карьера
В 2009 году поступила на факультет психологии МГУ им. М. В. Ломоносова. В 2014 году с отличием закончила Московский университет, и сразу же поступила в аспирантуру. С 2017 года — учёный секретарь Учёного совета факультета психологии МГУ имени М. В. Ломоносова. Защитила диссертацию на соискание учёной степени кандидата психологических наук.
В сентябре 2021 назначена заведующим аспирантурой и докторантурой факультета психологии МГУ имени М.В.Ломоносова.